# Bres Rí
Bres Rí  (i.e: Bres le Roi), fils de Art Imlech, est selon les légendes médiévales et la tradition pseudo historique irlandaise un Ard ri Erenn,

## Règne
Bres prend le pouvoir en tuant son prédécesseur Nuadu Finn Fáil qui était bien entendu le meurtrier de son père. Il règne ensuite 9 ans, et livre de nombreuses batailles contre les Fomoires, avant d'être tué à Carn Conluain par Eochaid Apthach. Son fils Sétna Innarraid sera ensuite Ard ri Erenn.
Le Lebor Gabála Érenn synchronise son règne avec ceux de Nabuchodonosor II de Babylone (605-562 av. J.-C.), Cambyse Ier en  Perse (mort en 559 av. J.-C.), et de Cyaxare chez les  Mèdes (625-585 av. J.-C.).
La chronologie de Geoffrey Keating Foras Feasa ar Éirinn date son règne de 735-726 av. J.-C. , et les Annales des quatre maîtres  de 962-953 av. J.-C. .

## Source
- (en) Cet article est partiellement ou en totalité issu de l’article de Wikipédia en anglais intitulé « Bres Rí » (voir la liste des auteurs), édition du 8 avril 2012.